# های دنگ
های دنگ (انگلیسی: Hai Deng؛ زادهٔ ۱۹۰۲ – درگذشته ۱۱ ژانویهٔ ۱۹۸۹) یک رزمی‌کار و نائب‌رئیس راهبان در معبد شائولین در قرن بیستم میلادی بود.
او به واسطهٔ ذن یک‌انگشتی‌اش شهرت داشت که یکی از ۷۲ هنر معبد شائولین است، بدین معنا که می‌توانست تمامی وزن بدن را به روی یک انگشت تحمل کند.